# Apúlia (Esposende)

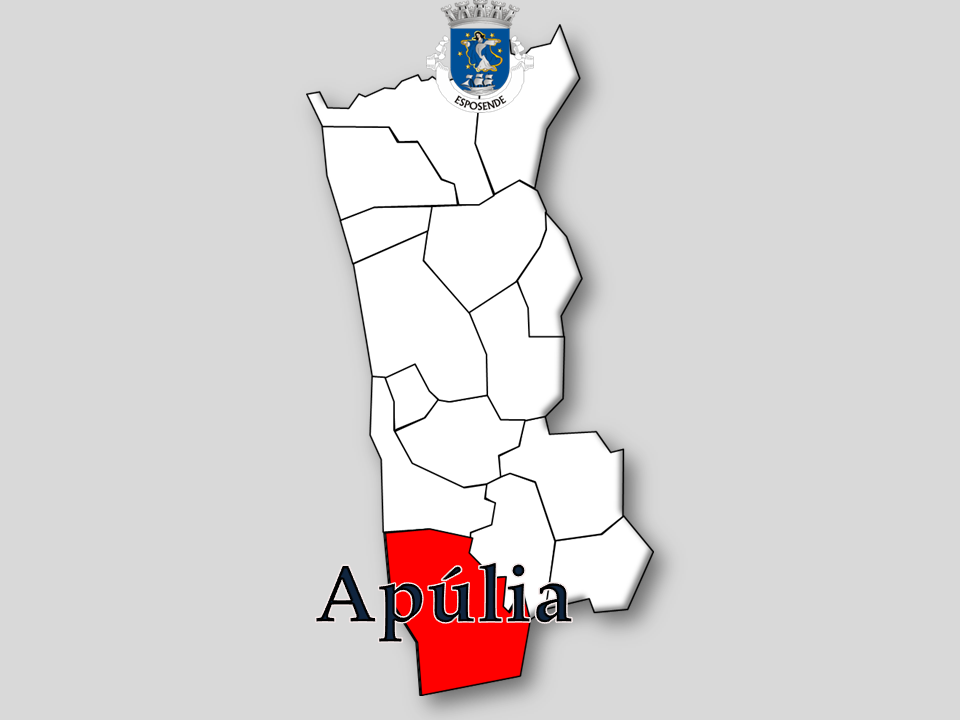
Localização da Freguesia de Apúlia

Apúlia é uma vila portuguesa do Município de Esposende que foi sede da extinta Freguesia de Apúlia, freguesia que tinha 10,53 km² de área e 4 326 habitantes (2021).
A Freguesia de Apúlia foi extinta em 2013, no âmbito de uma reforma administrativa nacional, para, em conjunto com a Freguesia de Fão formar uma nova freguesia denominada União das Freguesias de Apúlia e Fão da qual é a sede.
Apúlia foi vila e sede de concelho que foi incorporado no de Esposende em 1834. O concelho era constituído apenas pela freguesia da sede. Apúlia foi reelevada à categoria de vila no dia 11 de Março de 1988.
Um dos principais ex-líbris de Apúlia é a sua extensa praia, Praia da Apúlia, com zonas de areal extenso e zonas rochosas. 

## População
| População da freguesia de Apúlia (1864 – 2011) | População da freguesia de Apúlia (1864 – 2011) | População da freguesia de Apúlia (1864 – 2011) | População da freguesia de Apúlia (1864 – 2011) | População da freguesia de Apúlia (1864 – 2011) | População da freguesia de Apúlia (1864 – 2011) | População da freguesia de Apúlia (1864 – 2011) | População da freguesia de Apúlia (1864 – 2011) | População da freguesia de Apúlia (1864 – 2011) | População da freguesia de Apúlia (1864 – 2011) | População da freguesia de Apúlia (1864 – 2011) | População da freguesia de Apúlia (1864 – 2011) | População da freguesia de Apúlia (1864 – 2011) | População da freguesia de Apúlia (1864 – 2011) | População da freguesia de Apúlia (1864 – 2011) |
| ---------------------------------------------- | ---------------------------------------------- | ---------------------------------------------- | ---------------------------------------------- | ---------------------------------------------- | ---------------------------------------------- | ---------------------------------------------- | ---------------------------------------------- | ---------------------------------------------- | ---------------------------------------------- | ---------------------------------------------- | ---------------------------------------------- | ---------------------------------------------- | ---------------------------------------------- | ---------------------------------------------- |
| 1864                                           | 1878                                           | 1890                                           | 1900                                           | 1911                                           | 1920                                           | 1930                                           | 1940                                           | 1950                                           | 1960                                           | 1970                                           | 1981                                           | 1991                                           | 2001                                           | 2011                                           |
| 1 401                                          | 1 505                                          | 1 549                                          | 1 611                                          | 1 810                                          | 2 129                                          | 2 373                                          | 2 643                                          | 3 113                                          | 3 034                                          | 2 940                                          | 3 854                                          | 4 101                                          | 4 323                                          | 4 198                                          |

## Apanha do Sargaço
A figura do sargaceiro, a quem já dedicaram uma estátua e nome de rua, continua bem presente na Apúlia, embora sem a expressão que teve no passado. Tradicionalmente usava-se o sargaço para fertilizar os campos, especialmente as masseiras.

### Museu do Sargaço
O Museu do Sargaço inaugurado em 23 de abril de 2023 está instalado nas instalações da antiga Escola Primária de Areia, em Apúlia.
O espaço pretende trazer à memória da população e da cultura local, a “apanha do sargaço, aquela que foi, e ainda é, uma tradição de grande relevo para o povo apuliense”.
A obra corresponde a um investimento de 275 584 euros.
No primeiro piso fica situada a receção/zona de acolhimento, os sanitários, uma sala polivalente, bem como um espaço destinado à guarda de material expositivo e reparação/restauração de peças de arte em exposição, localizando-se, no piso superior, a sala de exposição geral.
No exterior, foi criada uma “praça temática” relacionada com a apanha do sargaço, bem como um pequeno “auditório” ao ar livre, que permitirá acolher todo o tipo de palestras e eventuais espetáculos relacionados com o tema da apanha do sargaço e das exposições.

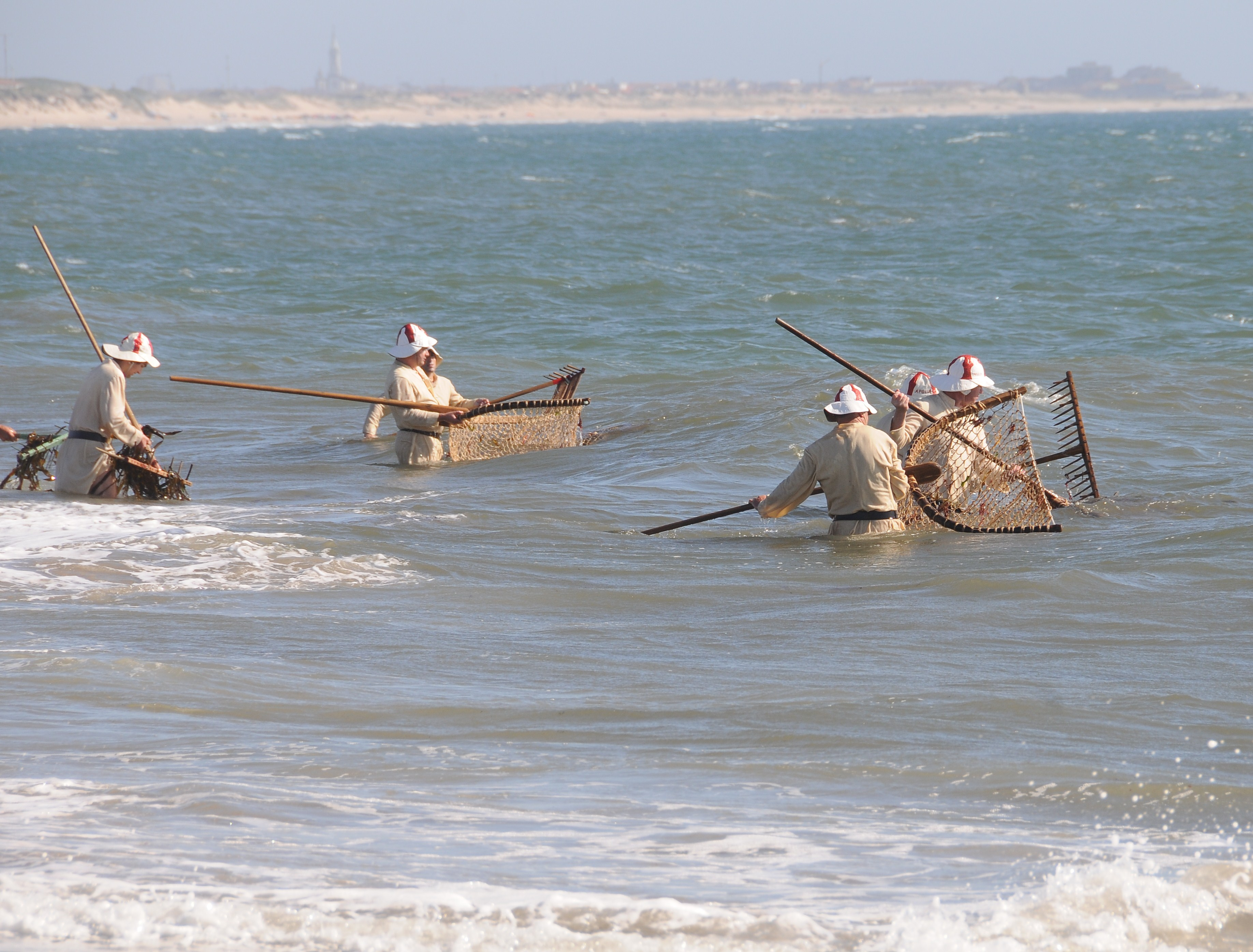
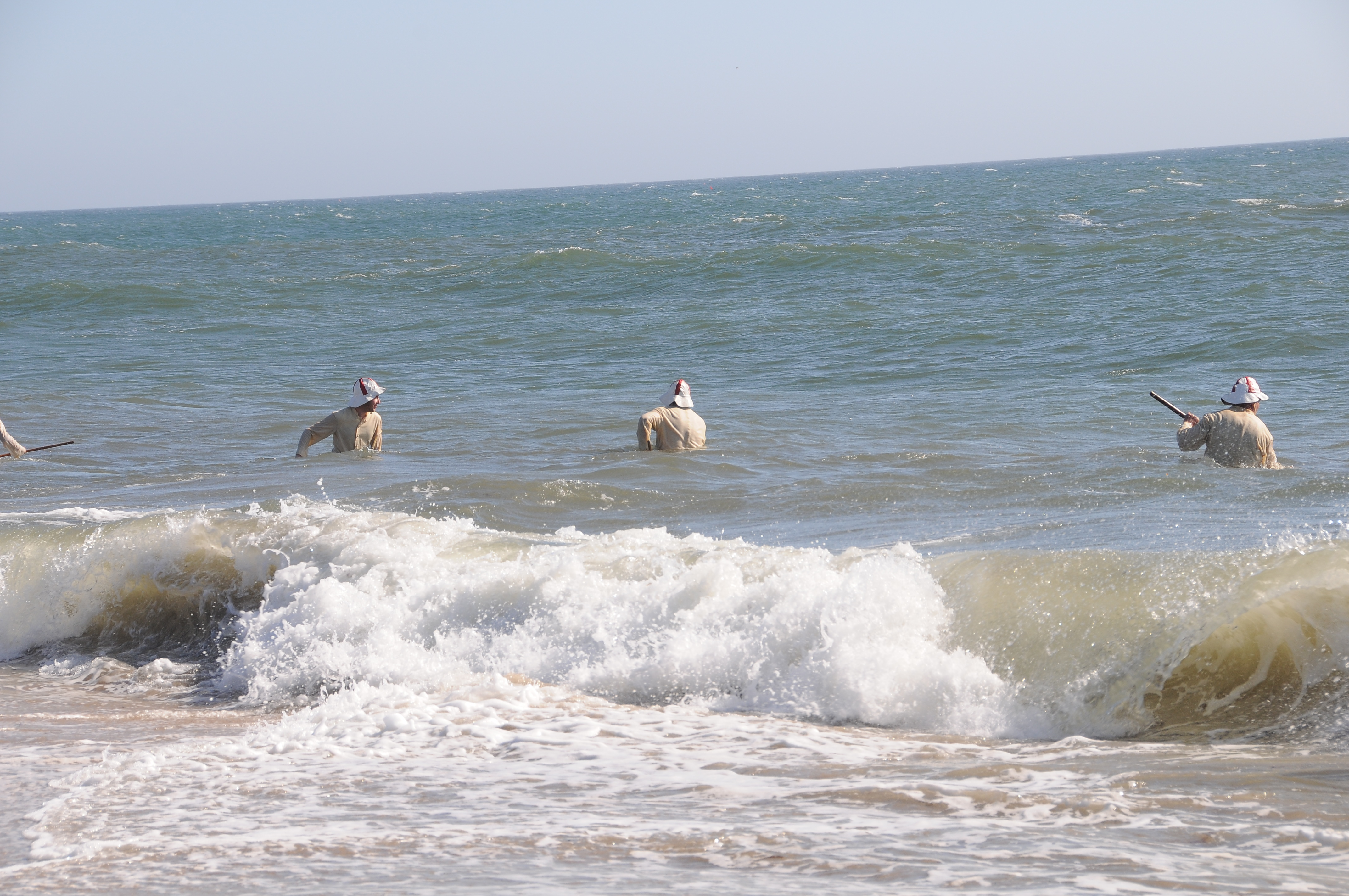

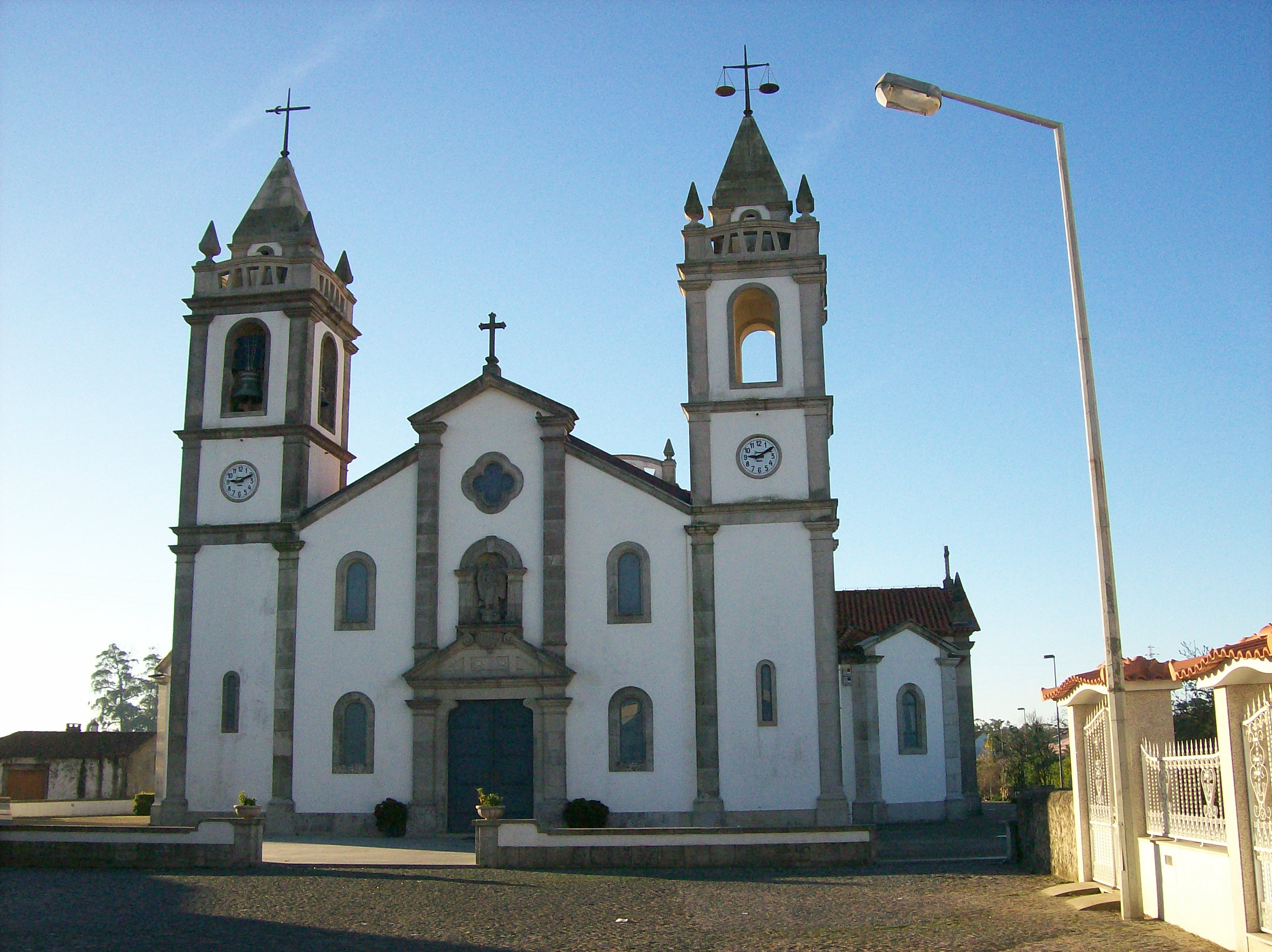
Igreja de Apúlia.

## Património
- Campos Masseira

## Política

### Eleições autárquicas (Junta de Freguesia)
| Partido | 1976 | 1976 | 1979 | 1979 | 1982 | 1982 | 1985 | 1985 | 1989 | 1989 | 1993 | 1993 | 1997 | 1997 | 2001 | 2001 | 2005 | 2005 | 2009 | 2009 |
| Partido | %    | M    | %    | M    | %    | M    | %    | M    | %    | M    | %    | M    | %    | M    | %    | M    | %    | M    | %    | M    |
| ------- | ---- | ---- | ---- | ---- | ---- | ---- | ---- | ---- | ---- | ---- | ---- | ---- | ---- | ---- | ---- | ---- | ---- | ---- | ---- | ---- |
| CDS-PP  | 47,9 | 5    | 57,5 | 8    | 40,5 | 6    | 32,5 | 3    | 22,2 | 2    | 12,2 | 1    |      |      |      |      |      |      | 32,1 | 3    |
| PPD/PSD | 38,6 | 4    | 29,1 | 4    | 53,2 | 7    | 62,3 | 6    | 68,8 | 7    | 48,0 | 5    | 53,3 | 5    | 45,2 | 4    | 71,2 | 9    | 44,1 | 4    |
| PS      | 9,0  | -    | 10,9 | 1    | 6,3  | -    | 4,0  | -    | 6,8  | -    |      |      | 22,9 | 2    | 10,6 | 1    |      |      | 21,0 | 2    |
| IND     |      |      |      |      |      |      |      |      |      |      | 36,1 | 3    | 18,1 | 2    | 41,5 | 4    |      |      |      |      |